# Caballo mongol
El caballo mongol (Mongol: Адуу "aduu") es una raza de caballo nativa de Mongolia. La raza parece no haber sufrido cambios desde la época de Genghis Khan. Los nómadas que viven a la manera tradicional mongola todavía tienen más de 3 millones de animales, que superan en número a la población humana del país. A pesar de su pequeño tamaño, son caballos y no ponis.
En Mongolia los caballos viven al aire libre durante todo el año, a 30 °C en verano y hasta -40 °C en invierno, y buscan la comida por su cuenta. La leche de la yegua es procesada para preparar el airag, bebida nacional mongola, y algunos animales son sacrificados por su carne. Aparte de eso, sirven como animales de montar, tanto para el trabajo diario de los nómadas como en las carreras de caballos.
Los caballos mongoles fueron un factor clave en la formación del imperio mongol en el siglo XIII.

## Características

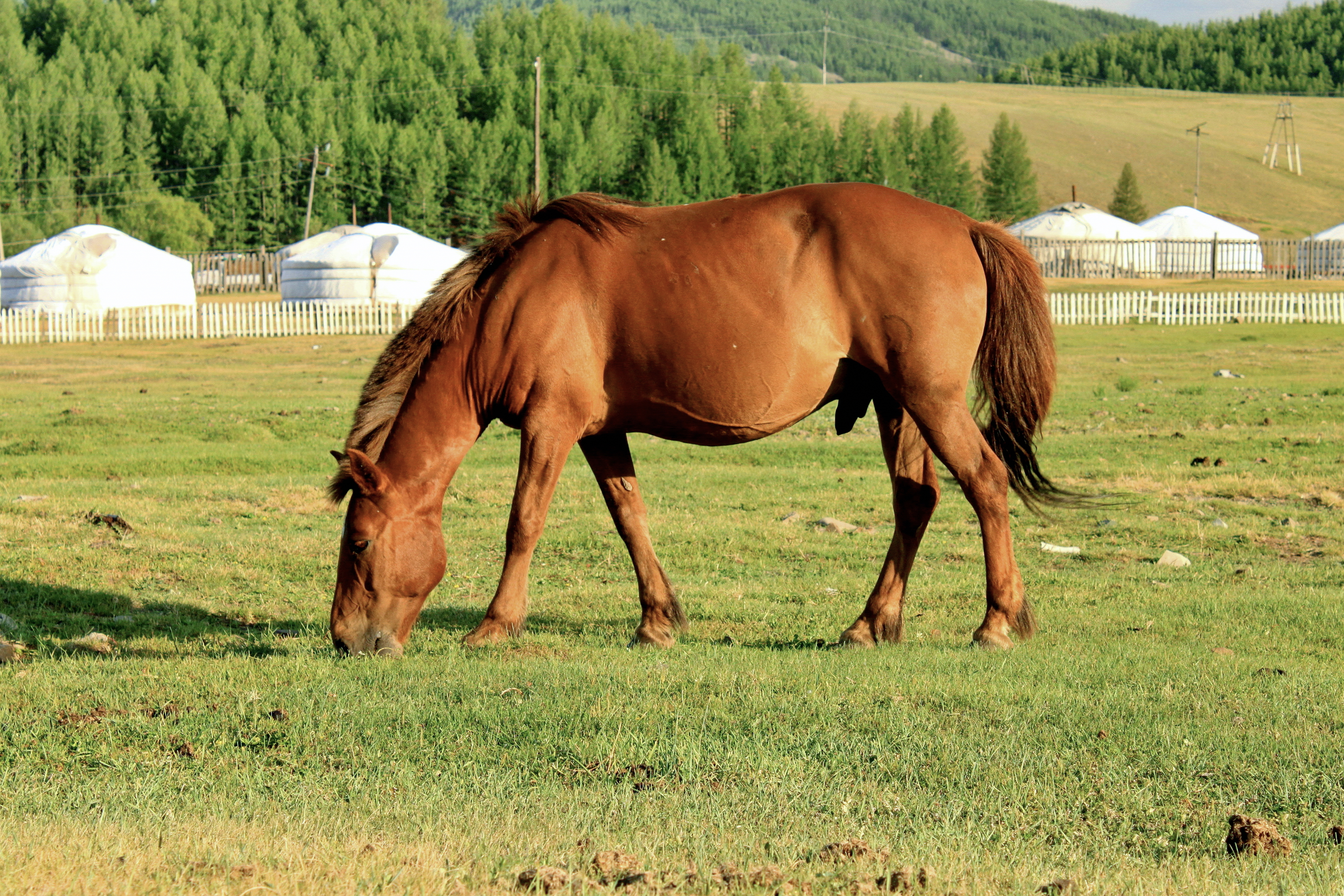
Un bajo y fornido caballo mongol pasta afuera de las tiendas tradicionales.

Los caballos mongoles son de complexión robusta, con patas relativamente cortas pero fuertes y una gran cabeza. Pesan alrededor de 300 kg. y varían en tamaño desde 122 hasta 142 cm de alto.  Tienen un ligero parecido con el caballo de Przewalski y durante mucho tiempo se creyó que habían sido originados a partir este último. Sin embargo, esa teoría fue refutada en 2011. Se ha demostrado fehacientemente que el caballo de Przewalski no es el antepasado de ningún caballo doméstico, aunque pueden hibridar y producir descendencia fértil. De los equinos caballares, se reconoce al E. Ferus, el E. Ferus Ferus (también conocido como el caballo salvaje europeo o "tarpan") como el antepasado del caballo mongol.
La crin y la cola son muy largas, y los mechones se usan a menudo para las cuerdas trenzadas; el pelo de la cola puede ser utilizado para arcos. Los caballos mongoles tienen gran resistencia: a pesar de sus cuerpos pequeños, pueden galopar durante 10 km sin descanso. Debido a que se les permite vivir de forma similar a las de los caballos salvajes, requieren poco cuidado en los cascos. Sus cascos quedan sin recortar y descalzos; (prácticamente no existen herradores). Aún sin esa atención, los caballos mongoles tienen pezuñas fuertes y duras; rara vez experimentan problemas en los pies. Por lo general no se los marca. Los caballos mongoles también son muy fuertes. Al tiraar de un carro, un equipo de cuatro caballos puede trazar una carga de 2000kg por 50-60 km al día.  
Se considera que los caballos de diferentes regiones poseen diferentes rasgos.  Los caballos del desierto tienen los pies más grandes que el promedio ("como pies de camellos").  Los caballos de montaña son cortos y particularmente fuertes.  Los de la estepa son la variedad más alta y rápida. En concreto, las provincias orientales Khentii y Sukhbaatar son ampliamente consideradas por producir los caballos más rápidos del país. Los caballos de Darkhad son conocidos por su fuerza. Un caballo de Darkhad pesa sólo 250 kg. pueden llevar una carga de 300 kg, el equivalente de llevar otro caballo en la espalda.  En un nivel más amplio, algunas provincias de Mongolia se consideran más adecuados para la cría de caballos que otros.  Las provincias orientales de la estepa son informalmente conocidos como las "provincias del caballo" debido a su idoneidad para la cría de caballos, mientras que las provincias del norte de la montaña se consideran "provincias vaca", aunque se crían caballos allí también.
Existe una amplia variedad de coloraciones de caballos.  Diferentes regiones de Mongolia favorecen diferentes colores de los caballos y se reproducen en consecuencia.  TEl grupo étnico Darkhad prefiere caballos blancos, mientras que el Nyamgavaa prefieren pardo, bayo o caballos negros y los Shun animales de color blanco.  Algunos caballos son criados por las preferencias de los mercados extranjeros.  Elizabeth Kendall, viajando por el sur de Mongolia en 1911, escribió: "Me llamó la atención el número de ponis blancos y grises, y se le dijo que los caballos se crían principalmente para el mercado en China, y esta es la preferencia china."  También observó que los rebaños de Mongolia del norte cerca de Tuerin parecían consistir principalmente en caballos negros y castaños.
Los pastores crían caballos principalmente por el color y la velocidad, pero también mirando la conformación, la disposición y el linaje.  En Mongolia, la conformación no se enfatiza con tanta fuerza como en la cultura occidental. Hay, sin embargo, algunos rasgos que son preferidos en un caballo.  Al caminar, un caballo debe dejar las huellas traseras que caen sobre o fuera de las huellas de las patas delanteras.  Un animal deseable también debe tener una cabeza grande, huesos gruesos, una gran barriga, patas gruesas, ser alto (pero no tan alto como para impedir la supervivencia en invierno), poseer espeso pelaje para resistir al frío, tener una espesa melena y cola, y una nariz romana; esto último se considera importante porque los caballos con cara de pato se consideran que tienen dificultad para el pastoreo.

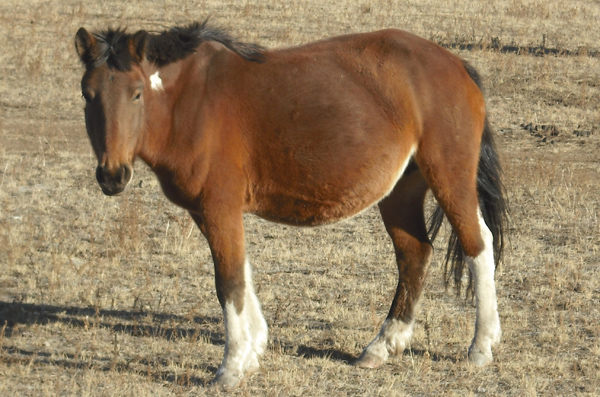
Un caballo mongol en la estepa. A los caballos se les permite vagar libremente

Giovanni da Pian del Carpine fue uno de los primeros occidentales en describir los caballos mongoles, observando: "... [ellos] no son muy grandes en estatura, pero muy fuerte, y se mantienen con poco forraje."  Los caballos mongoles son frugales, resistentes, algo astutos, y pisan con seguridad en terrenos irregulares.  En Mongolia, la mayoría de los animales se mantienen en libertad, y sólo un pequeño número de animales que montan quedan atrapados y atados.  El rebaño de un nómada se sueltan alrededor de la vivienda familiar, por lo general pastan varias millas de distancia. Se permite que el rebaño elija su propio pastos con poca interferencia de los propietarios.  Ellos pueden desaparecer por días, y finalmente los propietarios irán a buscarlos.  Una vez que un caballo se ha familiarizado a llevar un jinete, será tranquilo, amable, y muy confiable. Como tal, los caballos no son un artículo de lujo caro como en la cultura occidental, sino una necesidad práctica de la vida cotidiana.  Los pastores consideran sus caballos tanto como una forma de riqueza y una fuente de las necesidades diarias: transporte, comida y bebida.
Los caballos suelen comer solamente hierba y requieren muy poca agua, una característica útil para la supervivencia en ambientes como el desierto de Gobi.  Un caballo puede beber sólo una vez al día.  En el invierno, los caballos mongoles levantan la nieve para comer la hierba debajo. Si tienen sed,  comen nieve.
Durante el invierno y principios de primavera, los caballos pierden aproximadamente el 30% de su peso corporal. Deben recuperar este peso durante el verano y el otoño con el fin de sobrevivir un año más. Durante los inviernos especialmente duros ("zuds"), los caballos pueden morir de hambre en masa o morir debido a la exposición. Hay pocas cosa que los pastores puedan hacer para salvar a sus rebaños en tales escenarios. En el riguroso invierno de 2009 - 2010, 188270 caballos mongoles perecieron. A pesar de su vida en condiciones de semi-salvajes, la mayoría de los caballos viven hasta los 20 o 40 años de edad.
Se cree que el caballo fue domesticado por primera vez en algún lugar de la estepa eurasiática. Nunca ha habido un momento en que todos los caballos en Mongolia fueron domesticados a la vez; más bien, caballos salvajes y domesticados coexistieron y se cruzaron, por lo que no hay forma de comprobar "verdadera" sangre salvaje en los caballos mongoles de hoy.  Sin embargo, aunque no se consideran verdaderos caballos salvajes en el mismo sentido que el caballo de Przewalskii, todavía sigue habiendo caballos mongoles salvajes que vagan la estepa junto a sus parientes domesticados semi-salvaje. A diferencia de los Mustangs que deambulan por el Oeste en América, que algunos categorizan como una especie no nativa, caballos salvajes mongoles simplemente viven en el lugar donde siempre han vivido durante cientos de miles de años de la misma manera que sus antepasados vivieron.  Ocasionalmente los nómadas capturarán caballos salvajes para añadirlos a sus rebaños.

## Historia
La división entre el caballo de Przewalski y E. ferus ferus se estima que ocurrió hace 120.000-240.000 años, mucho antes de la domesticación. Sin embargo, se teoriza que el caballo mongol dio origen a otras razas de caballos en Asia, incluyendo el tuviniano, akhaltekin, yunan, japonés y cheju.  Una comparación de los caballos mongoles, caballos japoneses y caballos pura sangre árabes encontró que los caballos mongoles tuvieron la diversidad genética más alta, con una heterocigosidad del 0.75-0.77.  En comparación con los bajos valores de heterocigosidad de pura sangre (0.461), árabes (0.478) y el caballo de Przewalski (0.474), la diversidad genética de los caballos mongoles es excepcional.
En 1918 un censo de animales encontró que había 1.500.000 caballos.  Los orígenes exactos de la raza mongol son difíciles de determinar. Su presencia con los nómadas de las estepas de Asia Central se ha documentado desde el año 2000 antes de Cristo. Las pruebas han demostrado, que entre todas las razas de caballos, los caballos mongoles tienen la variedad genética más grande, seguido por los caballos de Tuvá. Esto indica que se trata de una raza muy arcaica sufriendo poca variedad inducida por el hombre. Los datos también indican que muchas otras razas descienden de los caballos mongoles.

### Posibilidades de cruzamientos
Recientemente algunos criadores han comenzado a importar costosas razas extranjeras como árabes y pura sangre con el objetivo de producir caballos más rápidos.  Por desgracia, estas razas relativamente frágiles no son tan capaces de sobrevivir en la estepa como los caballos mongoles; si se dejan a su suerte, estos caballos se congelan inevitablemente hasta morir o mueren de hambre.  Por esta razón, los criadores se han centrado en cruces creados entre caballos extranjeros y especímenes nativos.  El objetivo final es producir un caballo de carreras que tiene un cuarto de sangre extranjera y tres cuartos de sangre mongol. Se cree que esta proporción: a) crea un caballo lo suficientemente resistente para sobrevivir en Mongolia, y b) se combinan el vigor y la resistencia del caballo mongol con la velocidad extranjera para producir una nueva generación con las mejores cualidades de ambos.
Uno de los inconvenientes de la cría de tales cruces es que el semental extranjero es de mucho mayor tamaño que la yegua mongol, más pequeña.  Esto da como resultado grandes potros que pueden provocar problemas a la yegua al momento de parir. Dado que las yeguas mongolas normalmente dan a luz por sí solas sin supervisión humana—-y rara vez tienen problemas haciéndolo—los criadores tienen poca experiencia sobre cómo hacer frente a los problemas que se derivan del parto debido al tamaño de los potros cruzados.  Para reducir los problemas de parto, se ha sugerido que una yegua extranjera podría ser cruzada con un semental nativo para evitar el problema del potro grande, pero en la práctica esto reduce el número de potros mestizos que pueden ser producidos cada año.  En la época de reproducción, un semental extranjero puede fecundar diez yeguas nativas y producir diez potros cruzados, pero una yegua extranjera sólo puede ser fecundada por un semental nativo y producir un potro cruzado.

### Japón
Se cree que los caballos mongoles dieron origen a las razas equinas autóctonas de Japón. Razas como el Misaki, Taishi, Toka, beso, Yonaguni, Noma, Hokkaido, y Miyako se cree que son los descendientes de ancestros mongoles distantes.

### Europa del norte e Islandia
Los análisis genéticos han revelado vínculos entre el caballo mongol y razas en Islandia, Escandinavia, Europa Central y las islas británicas.  Se cree que los caballos mongoles fueron originalmente importados de Rusia por comerciantes suecos; este ganado importado posteriormente se convirtió en la base para el caballo fiordo noruego y una variedad de otras razas escandinavas, incluyendo el Nordland. Una de estas razas fue finalmente exportada a Islandia por los colonos, produciendo el caballo islandés moderno. El caballo islandés tiene un gran parecido con el caballo mongol y vive en la misma forma, alimentándose libremente de la tierra en todas las estaciones. También se ha encontrado que las razas del potro de Exmoor, Scottish Highlands, Shetland y Connemara están relacionadas con el caballo islandés, lo que sugiere que todas estas razas del norte de Europa tenían antepasados que pastaban en las estepas de Mongolia.

### Como caballos de guerra

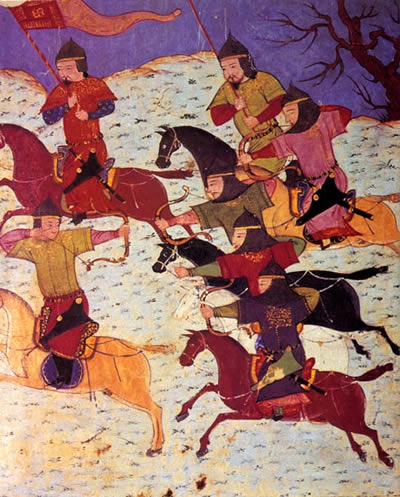
Jinetes mongoles disparando sus arcos recurvados.

Los caballos mongoles son mejor conocidos por su papel como los corceles de guerra de Genghis Kan. El soldado mongol confiaba en sus caballos para proporcionarle alimentos, bebidas, transporte, armaduras, zapatos, ornamentación, cuerda del arco, cuerda, fuego, deporte, música, caza, entretenimiento, poder espiritual, y en caso de su muerte, una montura para viajar al más allá. Los caballos mongoles eran excelentes caballos de guerra debido a su rusticidad, resistencia, autosuficiencia y la capacidad de alimentarse por sí mismos. La principal desventaja del caballo mongol como corcel de guerra era que era más lento que algunas de las otras razas a las que se enfrentaba en el campo de batalla. Los soldados preferían montar yeguas lactantes, ya que podían utilizarlas también para obtener leche. En tiempos de desesperación, también abrían una vena menor en el cuello de su caballo y drenaban un poco de sangre en una copa. Esta se bebía después mezclada con leche o agua. Se dice que un guerrero mongol a caballo vendría seguido de varios caballos, como si de una jauría de perros se tratase. Cada guerrero traía una pequeña manada de caballos con él (una media entre 3 y 5, pero pudiendo llegar hasta 20) como remontas. Se alternaban los caballos para que siempre cabalgase un caballo fresco.